# Meigenia binotata
Meigenia binotata là một loài ruồi trong họ Tachinidae.